# انجمن کتابخانه شهرستان آلگنی
انجمن کتابخانه شهرستان آلگنی (ACLA) سازمانی در غرب پنسیلوانیا در ایالات متحده آمریکا است. این انجمن در سال ۱۹۹۱ برای به اشتراک گذاشتن منابع موجود و تشویق کتابخانه‌های شهرستان به همکاری تأسیس شد و در سال ۱۹۹۴ به عنوان یک سازمان غیرانتفاعی شناخته شد. ACLA در محله پیتسبورگ غربی واقع شده است.
این انجمن ۴۶ کتابخانه را در عضویت خود دارد.

## تاریخچه ACLA

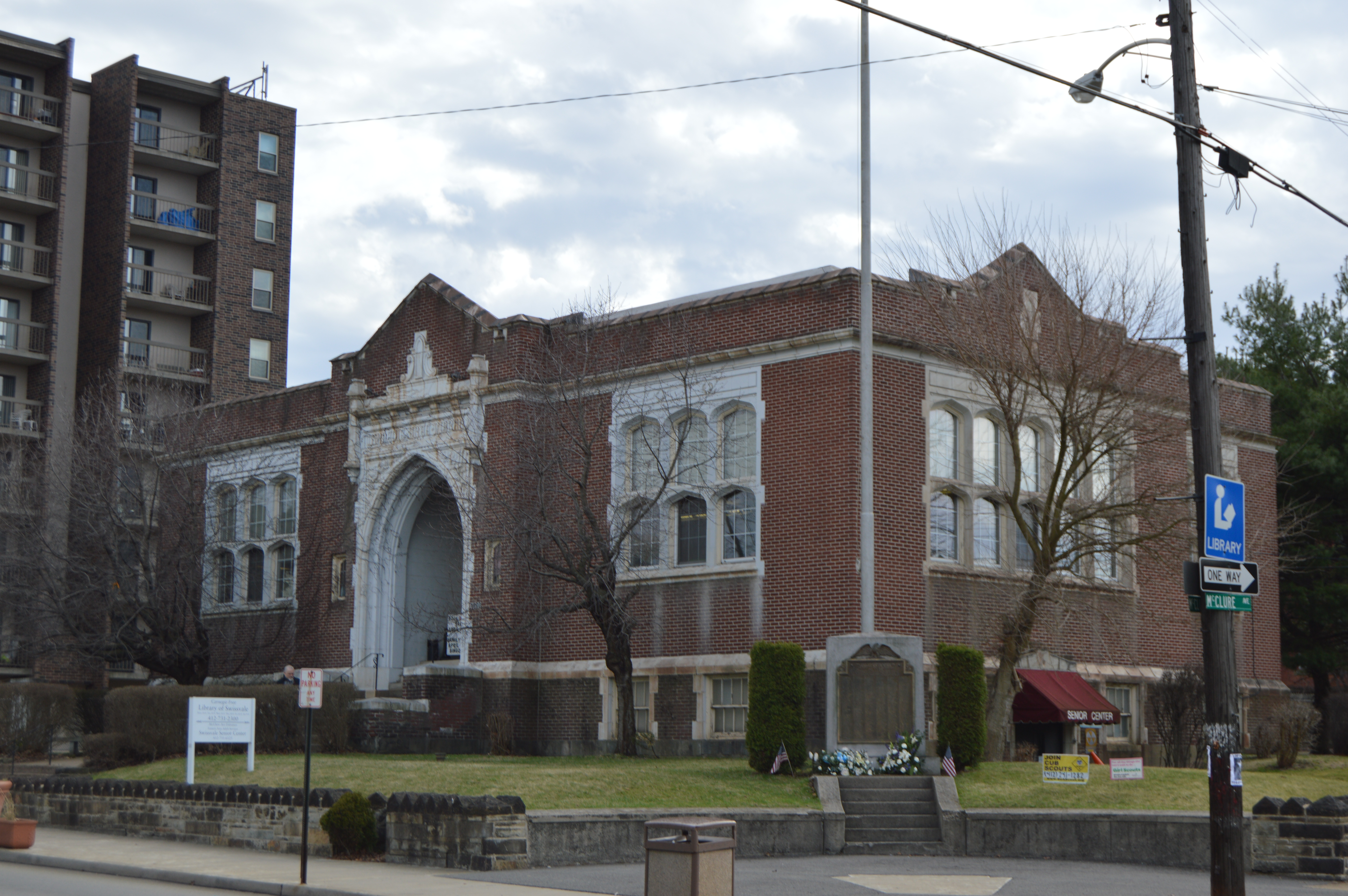
کتابخانه کارنگی سوئیس ویل

شکل‌گیری ACLA در سال ۱۹۹۱ زمانی آغاز شد که دفتر کنترل کانتی گزارش «یک بحران آرام: کتابخانه‌ها در شهرستان آلگینی» را منتشر کرد. این گزارش وضعیت اسفبار کتابخانه‌های شهرستان را تشریح می‌کرد، که چطور هر کدام مستقل از یکدیگر بدون هیچ‌گونه هماهنگی یا ساختار ارتباطی متمرکز کار می‌کنند. این گزارش جامعه جمعی را برای افزایش بودجه برای بهبود خدمات به چالش کشید. در پاسخ، انجمن کتابخانه شهرستان آلگنی تأسیس شد و در سال ۱۹۹۴ به یک شرکت ۵۰۱ (سی) (۳) تبدیل شد.

### دستاوردهای پس از اکران «یک بحران آرام».
|     | توصیه‌ها: ده قدم برای دسترسی بهتر شهروندان                                                 | بهبودها و اقدامات انجام شده توسط ACLA و کتابخانه‌های اعضای آن |
| --- | ----------------------------------------------------------------------------------------- | --- |
| ۱.  | کتابخانه‌ها باید ائتلاف‌های شهروندی ایجاد کنند                                              | با پیگیری «بحران آرام»، شهروندان و حامیان با موفقیت از به رسمیت شناختن خدمات کتابخانه به عنوان یک «دارایی منطقه‌ای» حمایت کردند. نتیجه - بودجه قراردادی از ناحیه دارایی منطقه ای آلگنی برای ACLA و کتابخانه‌های حومه شهر و زیرساخت فناوری که کل را به هم متصل می‌کند.                                                                           |
| ۲.  | کمیساریای شهرستان باید یک مدیر کتابخانه را تعیین کنند                                     | تحت هدایت مدیر کتابخانه شهرستان، کتابخانه‌ها گرد هم آمدند تا ACLA را تأسیس کنند. ACLA از سال ۱۹۹۹ یک مدیر اجرایی تمام وقت برای نظارت بر عملیات خود استخدام کرده است. |
| ۳.  | شهرستان باید به کتابخانه‌های مستقل کمک کند                                                 | از زمان تأسیس منطقه دارایی منطقه ای آلگنی، تقریباً یک سوم کل بودجه RAD برای حمایت از کتابخانه‌ها اختصاص یافته است. حمایت دولت محلی از زمان «یک بحران آرام» دو برابر شده است. اکنون کتابخانه‌ها درآمد حاصل از بازی‌های روی میز را دریافت می‌کنند. حمایت خصوصی از سوی بنیادها و اهداکنندگان فردی نیز چند برابر شده است.                             |
| ۴.  | شهرستان باید به حمایت از کتابخانه کارنگی پیتسبورگ به عنوان منبعی در سطح شهرستان ادامه دهد | کتابخانه کارنگی پیتسبورگ به عنوان مرکز کتابخانه منطقه و کتابخانه شهرستان عمل می‌کند و همچنین یک دارایی RAD قراردادی است. |
| ۵.  | فدراسیون کتابخانه‌های شهرستان باید راه اندازی شود                                          | اکنون ۴۶ کتابخانه عضو وجود دارد که خدمات را در ۷۳ مکان نمایندگی می‌کنند. |
| ۶.  | شهرستان باید همکاری‌های بین شهری را ارتقا دهد                                              | کتابخانه‌های ACLA منابع خود را آزادانه در سراسر شهرستان در سراسر مرزهای شهرداری به اشتراک می‌گذارند. یک کارت کتابخانه واحد دسترسی را جهانی می‌کند. |
| ۷.  | شهرستان باید به گسترش برنامه موبایل کتاب ادامه دهد                                        | اکنون تحت مدیریت ACLA، خدمات تلفن همراه به بیش از ۱۰۰ مکان، عمدتاً کلاس‌های پیش دبستانی و امکانات سالمندان در جوامع کم درآمد ارائه می‌شود. |
| ۸.  | شهرستان باید یک مرکز مطالعه باز کند و برنامه کتابخانه‌های چرخشی را آغاز کند                | ارتباطات دانش، که برای اولین بار توسط CLFLAC راه اندازی شد، توسط ACLA در جوامع مسکونی عمومی تا سال ۲۰۱۱ اجرا شد. با در دسترس بودن یک کارت کتابخانه واحد، همه ساکنان شهرستان دسترسی دارند. مواد روزانه از طریق یک سیستم تحویل متمرکز که توسط کتابخانه کارنگی پیتسبورگ اداره می‌شود، حرکت می‌کند.                                                |
| ۹.  | استان باید فناوری‌های جدید کتابخانه ای را ترویج کند                                        | همه کتابخانه‌ها از طریق یک حلقه فیبر ۱۰ گیگابیت بر ثانیه که از ۳۵۰۰ دستگاه شبکه، یک سیستم عامل مشترک، اینترنت پرسرعت و وای فای جهانی پشتیبانی می‌کند، متصل می‌شوند. یک سیستم مرتب‌سازی خودکار متمرکز برای جابجایی مواد، گزینه‌های خود بررسی در کتابخانه‌های متعدد و دسترسی به کتاب‌ها، فیلم‌ها و فایل‌های صوتی قابل دانلود برای همه ساکنان وجود دارد. |
| ۱۰. | همه کتابخانه‌ها باید گام‌های خلاقانه بعدی بردارند                                           | کتابخانه‌های ACLA در مرکز تغییرات آموزش و توسعه نیروی کار قرار دارند. امروز برنامه‌نویسی STEM را در سراسر سیستم، مراکز فضایی Maker، آزمایشگاه‌های رسانه، کلینیک‌های فناوری، کارگاه‌های فرزندپروری، کلاس‌های آمادگی مهدکودک، کارگاه‌های کدنویسی، پشتیبانی از انتشار خود و فرصت‌های بی‌شماری دیگر خواهید دید.                                           |

## هیئت مدیره سال ACLA ۲۰۱۹
جک مورتاگ (رئیس‌جمهور)، پاملا گلدن (معاون رئیس‌جمهور)، ریچ فولر (خزانه دار)، کریستین مک اینتاش (منشی)، سالی کوین، کریستن مک ماهون، پاتریشیا شتلر، تریسی سوسکا

## اعضای کتابخانه انجمن کتابخانه شهرستان آلگنی
ACLA به پنج منطقه جغرافیایی تقسیم می‌شود:
| شمال | جنوب | مرکزی                      | شرق | غرب |
| --- | --- | -------------------------- | --- | --- |
| - کتابخانه یادبود اندرو باین - کتابخانه عمومی آوالون - کتابخانه انجمن کوپر سیگل - کتابخانه جامعه همپتون - کتابخانه جامعه Millvale - کتابخانه منطقه ای ردیف شمالی - کتابخانه عمومی نورثلند - کتابخانه عمومی سویکلی - کتابخانه شالر نورث هیلز | - کتابخانه عمومی بالدوین بورو - کتابخانه عمومی پارک بتل - کتابخانه برنت وود - کتابخانه عمومی کلیرتون - کتابخانه جامعه قلعه شانون - کتابخانه عمومی دورمونت - کتابخانه عمومی جفرسون هیلز - کتابخانه عمومی کوه لبنان - کتابخانه عمومی Pleasant Hills - کتابخانه شهرک ساوت پارک - کتابخانه شهرک بالا سنت کلیر - کتابخانه عمومی وایت هال | - کتابخانه کارنگی پیتسبورگ | - کتابخانه برادوک کارنگی - کتابخانه یادبود سی سی ملور - کتابخانه رایگان کارنگی سوئیس ویل - کتابخانه کارنگی هومستد - کتابخانه کارنگی مک کیسپورت - کتابخانه جامعه دره آلگنی - کتابخانه عمومی مونروویل - کتابخانه عمومی ورسای شمالی - کتابخانه اوکمونت کارنگی - کتابخانه عمومی پن هیلز - کتابخانه اجتماعی Plum Borough - کتابخانه عمومی رایگان Springdale - کتابخانه عمومی ویلکینزبورگ | - کتابخانه رایگان اندرو کارنگی - کتابخانه عمومی بریجویل - کتابخانه یادبود کورائوپلیس - کتابخانه عمومی کرافتون - برای کتابخانه Sto-Rox - کتابخانه عمومی درخت سبز - کتابخانه عمومی شهر ماه - کتابخانه شهر رابینسون - کتابخانه شهر اسکات - کتابخانه شهرستان فایت جنوبی - کتابخانه جامعه غربی آلگنی |